# 蓋特韋山
71°40′S 163°28′E / 71.667°S 163.467°E
蓋特韋山是南極洲的山峰，位於維多利亞地的彭內爾海岸，屬於鮑爾斯山脈的一部分，海拔高度2,000米，由新西蘭南極名稱諮詢委員會命名。